# David Lemieux (boxe anglaise)
David Lemieux est un boxeur canadien né le 22 décembre 1988 à Montréal au Québec.

## Carrière

### Des débuts prometteurs
Lemieux a commencé la boxe à l'âge de 9 ans. Il a remporté le championnat amateur du Canada 3 fois.
Lemieux a perdu ses quatre premiers combats amateurs, mais a ensuite remporté 16 combats consécutifs, dont quatre titres nationaux juniors. Lemieux est actuellement formé par Marc Ramsay. Auparavant, il a été formé par Russ Anber et a été présenté avec Anber dans la série de tutoriels DVD Title Boxing comme un adolescent. Il a également présenté avec Anber dans la série de conseils Rival Box. Lemieux n'a jamais été intéressé à faire une offre pour se joindre à l'équipe canadienne de boxe olympique qui a été terriblement sous-financée à l'approche des Jeux olympiques de Beijing. Au lieu de cela, lui et Russ Anber considéraient le programme olympique comme une impasse qui le ferait affronter des boxeurs avec beaucoup plus d'expérience tout en limitant ses perspectives d'entraînement d'une manière préjudiciable à un combattant avec des aspirations professionnelles. Il a terminé sa carrière amateur avec 91 victoires et 12 défaites.
Il souhaitait passer professionnel à l'âge de 17 ans, mais il a dû attendre sa majorité comme l'exigeait la fédération canadienne.
Il a fait ses débuts professionnels le 14 avril 2007 et a remporté ses 20 premiers combats professionnels par KO, jusqu'à sa victoire aux points en 10 rounds contre Jason Naugler pour le titre de champion du Canada des super-moyens, le 6 février 2010. Il a victorieusement défendu le titre le 3 avril suivant, en battant par KO le tunisien Walid Smichet au 2e round.
Le 11 juin 2010, il s'empare du titre international WBC des poids moyens, en battant par KO au premier round l'américain Elvin Ayala, ce dernier ayant pourtant tenu 12 rounds contre le champion IBF Arthur Abraham en 2008. À la suite de ce combat, la WBA l'a classé 5e boxeur mondial. Après une pause due à une inflammation des mains, il défend son titre face à l'expérimenté Hector Camacho Jr le 29 octobre, par KO au 1er round.
Le 3 novembre, la WBC ordonne un combat éliminatoire entre lui et Marco Antonio Rubio chez les poids moyens. Le gagnant aura ensuite la chance de se battre pour le titre mondial de la catégorie. Entre-temps, Lemieux bat le 3 décembre 2010 l'Américain Purnell Gates par arrêt de l'arbitre au 2e round, ce qui le fait grimper no 2 mondial dans les classements de la WBC.

### Coup d'arrêt
Sa carrière connaît toutefois un coup d'arrêt le 8 avril 2011, lorsqu'il connaît sa première défaite face au Mexicain Marco Antonio Rubio. En avance au pointage des juges, il est mis au tapis au 7e round. Bien que s'étant relevé, son entraîneur Russ Anber prend la décision de l'arrêter. Peu après le combat, Lemieux et Anber décident d'un commun accord de mettre fin à leur collaboration. Anber cite un manque de sérieux à l'entraînement de son protégé. David Lemieux prend alors Marc Ramsay comme entraîneur.
Le 10 décembre 2011, il affronte l'ancien champion du monde WBA des super-welters Joachim Alcine et s'incline aux points par décision majoritaire. En revenant dans son vestiaire, frustré de la défaite, Lemieux frappe un mur du Centre Bell et se fracture la main.

### Retour au sommet
Le 8 juin 2012, il réussit son retour sur le ring en battant le Mexicain Jaudiel Zepeda par KO à la 2e reprise. Il bat deux autres adversaires par KO la même année. Le 24 mai 2014, il devient champion d'Amérique du Nord NABF des poids moyens après sa victoire par KO au 3e round contre Fernando Guerrero.
Le 6 décembre 2014, il affronte l'américain Gabriel Rosado en finale d'un gala présenté sur HBO au Barclays Center de Brooklyn. Lemieux remporte par arrêt de l'arbitre (TKO) au 10e round et conserve son titre NABF des poids moyens. Cette victoire lui permet de combattre pour le titre mondial IBF de la catégorie face à Hassan N'Dam N'Jikam le 20 juin 2015 au Centre Bell de Montréal. Lemieux impose sa puissance et envoie plusieurs fois son adversaire à terre. Le combat va toutefois jusqu'à son terme et le Canadien est déclaré vainqueur à l'unanimité des juges.

### Combat de réunification des titres mondiaux
Le 17 octobre 2015, lors d'un combat d'unification WBA-IBF, il perd la couronne mondiale IBF face au kazakh Gennady Golovkin par arrêt de l'arbitre au 8e round au Madison Square Garden de New York. Lemieux renoue avec le succès le 7 mai 2016 en battant au 4e round Glen Tapia puis enchaîne trois autres victoires contre Cristian Fabian Rios, Curtis Stevens et Marcos Reyes. Il obtient une nouvelle chance mondiale le 16 décembre 2017 en affrontant le britannique Billy Joe Saunders, champion WBO des poids moyens, mais s'incline nettement aux points.

## Palmarès de boxe professionnelle
| No | Résultat | Fiche | Adversaire             | Type | Duée          | Date         | Location                                                   | Notes |
| -- | -------- | ----- | ---------------------- | ---- | ------------- | ------------ | ---------------------------------------------------------- | --- |
| 48 | Défaite  | 43–5  | David Benavidez        | TKO  | 3 (12), 1:31  | May 21, 2022 | Gila River Arena, Glendale, Arizona, États-Unis            | Pour le titre vacant WBC des super-moyens                                                                                |
| 47 | Victoire | 43–4  | David Zegarra          | TKO  | 2 (10), 0:19  | Jun 4, 2021  | Hotel Holiday Inn, Cuernavaca, Mexique                     | |
| 46 | Victoire | 42–4  | Francy Ntetu           | KO   | 5 (10), 1:58  | Oct 10, 2020 | Centre Gervais Auto, Shawinigan, Québec, Canada            | |
| 45 | Victoire | 41–4  | Max Bursak             | SD   | 10            | Dec 7, 2019  | Centre Bell, Montréal, Québec, Canada                      | |
| 44 | Victoire | 40–4  | Gary O'Sullivan        | KO   | 1 (12), 2:44  | Sep 15, 2018 | T-Mobile Arena, Paradise, Nevada, États-Unis               | |
| 43 | Victoire | 39–4  | Karim Achour           | UD   | 12            | May 26, 2018 | Centre Vidéotron, Québec, Québec, Canada                   | |
| 42 | Défaite  | 38–4  | Billy Joe Saunders     | UD   | 12            | Dec 16, 2017 | Place Bell, Laval, Québec, Canada                          | Pour le titre WBO des poids moyens                                                                                       |
| 41 | Victoire | 38–3  | Marcos Reyes           | UD   | 10            | May 6, 2017  | T-Mobile Arena, Paradise, Nevada, États-Unis               | |
| 40 | Victoire | 37–3  | Curtis Stevens         | KO   | 3 (12), 1:59  | Mar 11, 2017 | Turning Stone Resort Casino, Verona, New York, États-Unis. | Remporte le titre continental des Amériques WBC et le titre vacant WBO Intercontinental chez les poids moyens            |
| 39 | Victoire | 36–3  | Cristian Rios          | UD   | 10            | Oct 22, 2016 | Centre Bell, Montréal, Québec, Canada                      | |
| 38 | Victoire | 35–3  | Glen Tapia             | TKO  | 4 (10), 0:56  | May 7, 2016  | T-Mobile Arena, Paradise, Nevada, États-Unis               | Remporte le titre vacant WBO-NABO des poids moyens                                                                       |
| 37 | Défaite  | 34–3  | Gennady Golovkin       | TKO  | 8 (12), 1:32  | Oct 17, 2015 | Madison Square Garden, New York City, New York, États-Unis | Pour le titre WBA (super-moyens), IBO et WBC (par intérim) chez les poids moyens Perd le titre IBF chez les poids moyens |
| 36 | Victoire | 34–2  | Hassan N'Dam N'Jikam   | UD   | 12            | Jun 20, 2015 | Centre Bell, Montréal, Québec, Canada                      | Remporte le titre vacant IBF chez les poids moyens                                                                       |
| 35 | Victoire | 33–2  | Gabriel Rosado         | TKO  | 10 (12), 1:45 | Dec 6, 2014  | Barclays Center, New York, New York, États-Unis            | Conserve le titre WBC–NABF des poids moyens                                                                              |
| 34 | Victoire | 32–2  | Fernando Guerrero      | KO   | 3 (12), 1:56  | May 24, 2014 | Centre Bell, Montréal, Québec, Canada                      | Remporte le titre WBC–NABF des poids moyens                                                                              |
| 33 | Victoire | 31–2  | Jose Miguel Torres     | TKO  | 7 (10), 1:48  | Nov 30, 2013 | Colisée Pepsi, Québec, Québec, Canada                      | |
| 32 | Victoire | 30–2  | Marcus Upshaw          | UD   | 8             | Sep 28, 2013 | Centre Bell, Montréal, Québec, Canada                      | |
| 31 | Victoire | 29–2  | Robert Swierzbinski    | KO   | 1 (8), 2:21   | Jun 8, 2013  | Centre Bell, Montréal, Québec, Canada                      | |
| 30 | Victoire | 28–2  | Albert Ayrapetyan      | TKO  | 2 (10), 1:26  | Dec 14, 2012 | Centre Bell, Montréal, Québec, Canada                      | |
| 29 | Victoire | 27–2  | Álvaro Gaona           | KO   | 1 (10), 2:48  | Oct 12, 2012 | Centre Bell, Montréal, Québec, Canada                      | |
| 28 | Victoire | 26–2  | Jaudiel Zepeda         | KO   | 2 (8), 1:47   | Jun 8, 2012  | Centre Bell, Montréal, Québec, Canada                      | |
| 27 | Défaite  | 25–2  | Joachim Alcine         | MD   | 12            | Dec 10, 2011 | Centre Bell, Montréal, Québec, Canada                      | Perd le titre WBC international des poids-moyens                                                                         |
| 26 | Défaite  | 25–1  | Marco Antonio Rubio    | TKO  | 7 (12), 2:36  | Apr 8, 2011  | Centre Bell, Montréal, Québec, Canada                      | |
| 25 | Victoire | 25–0  | Purnell Gates          | TKO  | 2 (10), 2:50  | Dec 3, 2010  | Centre Bell, Montréal, Québec, Canada                      | |
| 24 | Victoire | 24–0  | Héctor Camacho Jr.     | KO   | 1 (12), 3:00  | Oct 29, 2010 | Centre Bell, Montréal, Québec, Canada                      | Conserve le titre WBC international des poids-moyens                                                                     |
| 23 | Victoire | 23–0  | Elvin Ayala            | KO   | 1 (12), 2:44  | Jun 11, 2010 | Stade Uniprix, Montréal, Québec, Canada                    | Remporte le titre WBC international des poids-moyens                                                                     |
| 22 | Victoire | 22–0  | Walid Smichet          | KO   | 2 (10), 0:57  | Apr 3, 2010  | Casino de Montréal, Montréal, Québec, Canada               | Conserve le titre de champion du Canada des super-moyens                                                                 |
| 21 | Victoire | 21–0  | Jason Naugler          | UD   | 10            | Feb 6, 2010  | Casino de Montréal, Montréal, Québec, Canada               | Remporte le titre de champion du Canada des super-moyens                                                                 |
| 20 | Victoire | 20–0  | Delray Raines          | KO   | 2 (10), 2:51  | Dec 11, 2009 | Centre Bell, Montréal, Québec, Canada                      | Remporte le titre WBC international des poids-moyens chez les jeunes                                                     |
| 19 | Victoire | 19–0  | Alfredo Contreras      | KO   | 2 (8), 2:57   | Nov 7, 2009  | Casino de Montréal, Montréal, Québec, Canada               | |
| 18 | Victoire | 18–0  | Donny McCrary          | KO   | 1 (8), 2:07   | Oct 3, 2009  | Casino de Montréal, Montréal, Québec, Canada               | |
| 17 | Victoire | 17–0  | Bladimir Hernandez     | KO   | 5 (8), 3:00   | Aug 28, 2009 | Casino de Montréal, Montréal, Québec, Canada               | |
| 16 | Victoire | 16–0  | Martin Avila           | TKO  | 2 (6), 1:17   | Jun 19, 2009 | Centre Bell, Montréal, Québec, Canada                      | |
| 15 | Victoire | 15–0  | Thomas Davis           | KO   | 1 (6), 0:47   | Apr 18, 2009 | Casino de Montréal, Montréal, Québec, Canada               | |
| 14 | Victoire | 14–0  | Luis Roberto Reyes     | TKO  | 1 (8), 2:34   | Mar 7, 2009  | Casino de Montréal, Montréal, Québec, Canada               | |
| 13 | Victoire | 13–0  | Rogelio Sanchez        | TKO  | 3 (6), 3:00   | Jan 30, 2009 | Centre Bell, Montréal, Québec, Canada                      | |
| 12 | Victoire | 12–0  | Patrick Tessier        | TKO  | 2 (6), 2:50   | Nov 1, 2008  | Casino de Montréal, Montréal, Québec, Canada               | Remporte le titre vacant QBC des poids moyens-légers                                                                     |
| 11 | Victoire | 11–0  | Lance Moody            | KO   | 1 (6), 2:15   | Oct 4, 2008  | Casino de Montréal, Montréal, Québec, Canada               | |
| 10 | Victoire | 10–0  | Ulises Duarte          | TKO  | 1 (4), 1:45   | Aug 1, 2008  | Station Windsor, Montréal, Québec, Canada                  | |
| 9  | Victoire | 9–0   | Oswaldo Gonzalez       | TKO  | 2 (6), 1:53   | Jul 11, 2008 | Stade Uniprix, Montréal, Québec, Canada                    | |
| 8  | Victoire | 8–0   | Julio Gonzalez         | TKO  | 2 (6), 2:28   | Jun 6, 2008  | Stade Uniprix, Montréal, Québec, Canada                    | |
| 7  | Victoire | 7–0   | Rodney Green           | TKO  | 4 (4), 1:00   | May 3, 2008  | Casino de Montréal, Montréal, Québec, Canada               | |
| 6  | Victoire | 6–0   | Guillermo Cortez       | KO   | 1 (4), 2:44   | Feb 9, 2008  | Casino de Montréal, Montréal, Québec, Canada               | |
| 5  | Victoire | 5–0   | Jesus Ortega           | KO   | 1 (4), 1:30   | Dec 7, 2007  | Centre Bell, Montréal, Québec, Canada                      | |
| 4  | Victoire | 4–0   | Rene Fernandez         | KO   | 2 (4), 2:12   | Sep 15, 2007 | Casino de Montréal, Montréal, Québec, Canada               | |
| 3  | Victoire | 3–0   | Andres Lovera          | KO   | 2 (4), 2:59   | Jun 8, 2007  | Stade Uniprix, Montréal, Québec, Canada                    | |
| 2  | Victoire | 2–0   | Jose Luis Reyes        | TKO  | 2 (4), 1:06   | May 12, 2007 | Casino de Montréal, Montréal, Québec, Canada               | |
| 1  | Victoire | 1–0   | Jose Candelario Torres | TKO  | 2 (4), 3:00   | Apr 14, 2007 | Casino de Montréal, Montréal, Québec, Canada               | |

## Vie personnelle
Il est fiancé à la plongeuse Jennifer Abel.